# Esperance (New York)
Esperance è un comune degli Stati Uniti d'America, situato nello Stato di New York, nella contea di Schoharie.